# Karlsruher Sport-Club Mühlburg-Phönix 1964-1965
Questa voce raccoglie le informazioni riguardanti il Karlsruher Sport-Club Mühlburg-Phönix nelle competizioni ufficiali della stagione 1964-1965.

## Stagione
Nella stagione 1964-1965 il Karlsruhe, allenato da Kurt Sommerlatt e Helmut Schneider, concluse il campionato di Bundesliga al 15º posto. In Coppa di Germania il Karlsruhe fu eliminato al primo turno dal Kaiserslautern.

## Rosa
| N. |                     | Ruolo | Calciatore           |
| -- | ------------------- | ----- | -------------------- |
|    | Germania (bandiera) | P     | Manfred Paul         |
|    | Germania (bandiera) | P     | Erich Wolf           |
|    | Germania (bandiera) | D     | Rolf Kahn            |
|    | Germania (bandiera) | D     | Dieter Klaußner      |
|    | Germania (bandiera) | D     | Peter Koßmann        |
|    | Germania (bandiera) | D     | Willi Rihm           |
|    | Germania (bandiera) | D     | Horst Saida          |
|    | Germania (bandiera) | D     | Gustav Witlatschil   |
|    | Germania (bandiera) | C     | Jupp Marx            |
|    | Germania (bandiera) | A     | Horst-Dieter Berking |
|    | Germania (bandiera) | A     | Hans Cieslarczyk     |
|    | Germania (bandiera) | A     | Willi Dürrschnabel   |

| N. |                     | Ruolo | Calciatore            |
| -- | ------------------- | ----- | --------------------- |
|    | Germania (bandiera) | A     | Otto Geisert          |
|    | Germania (bandiera) | A     | Udo Glaser            |
|    | Germania (bandiera) | A     | Klaus-Peter Jendrosch |
|    | Germania (bandiera) | A     | Gerhard Kentschke     |
|    | Germania (bandiera) | A     | Hans-Peter Lamparth   |
|    | Germania (bandiera) | A     | Hartmann Madl         |
|    | Germania (bandiera) | A     | Erwin Metzger         |
|    | Germania (bandiera) | A     | Ernst Röhrig          |
|    | Germania (bandiera) | A     | Siegfried Stark       |
|    | Germania (bandiera) | A     | Horst Wild            |
|    | Germania (bandiera) | A     | Reinhold Wischnowsky  |
|    | Germania (bandiera) | A     | Klaus Zaczyk          |

## Organigramma societario
Area tecnica
- Allenatore: Helmut Schneider
- Allenatore in seconda:
- Preparatore dei portieri:
- Preparatori atletici:

## Calciomercato

### Sessione estiva
| Acquisti | Acquisti              | Acquisti        | Acquisti |
| R.       | Nome                  | da              | Modalità |
| -------- | --------------------- | --------------- | -------- |
| A        | Horst-Dieter Berking  | Bremerhaven     |          |
| A        | Hans Cieslarczyk      | Westfalia Herne |          |
| A        | Klaus-Peter Jendrosch | Hessen Kassel   |          |

| Cessioni | Cessioni     | Cessioni        | Cessioni |
| R.       | Nome         | a               | Modalità |
| -------- | ------------ | --------------- | -------- |
| D        | Gerhard Helm | Phönix Bellheim |          |
| D        | Horst Hotz   | Phönix Bellheim |          |

## Risultati

### Bundesliga

#### Girone di andata
| Arbitro: | Fritz |

|                     |           |          |
| Marx 2’ Geisert 64’ | Marcatori | 58’ Lotz |

| Arbitro: | Zimmermann |

|            |           |                 |
| Schulz 80’ | Marcatori | 72’ Cieslarczyk |

| Arbitro: | Gusenburger |

|               |           |                                           |
| Jendrosch 70’ | Marcatori | 2’ Luttrop 30’, 65’, 80’ Küppers 82’ Heiß |

| Arbitro: | Hoffmann |

|                   |           |  |
| Schütz 62’ (rig.) | Marcatori |  |

| Arbitro: | Betz |

|  |           |                                                                                |
|  | Marcatori | 4’ Zaczyk 6’, 30’ Wild 12’, 13’ Cieslarczyk 53’ (rig.), 84’ (rig.) Witlatschil |

| Karlsruhe 26 settembre 1964, ore 16:00 CET 6ª giornata | Karlsruhe | 0 – 0 referto | Stoccarda | Wildparkstadion (50 000 spett.)\| Arbitro: \| Riegg \| |
| Arbitro:                                               | Riegg     |               |           |                                                        |

| Arbitro: | Fritz |

|                                               |           |          |
| Allemann 38’, 53’ Reisch 39’ (rig.) Greif 83’ | Marcatori | 47’ Wild |

| Arbitro: | Radermacher |

|                        |           |                     |
| Wild 26’ Jendrosch 64’ | Marcatori | 12’ Seeler 36’ Wulf |

| Arbitro: | Spiewak |

|                                  |           |                 |
| Thielen 31’, 57’, 86’ Müller 47’ | Marcatori | 17’ Cieslarczyk |

| Arbitro: | Mathieu |

|                             |           |  |
| Cieslarczyk 15’ Berking 70’ | Marcatori |  |

| Arbitro: | Thier |

|         |           |  |
| May 58’ | Marcatori |  |

| Arbitro: | Baumgärtel |

|                            |           |                                        |
| Cieslarczyk 68’ Zaczyk 83’ | Marcatori | 31’ Rodekamp 59’ Mülhausen 60’ Bandura |

| Arbitro: | Fritz |

|                     |           |          |
| Rühl 48’ Kremer 83’ | Marcatori | 64’ Madl |

| Arbitro: | Schulenburg |

|                                                      |           |            |
| Madl 4’ Wild 11’, 24’ Jendrosch 56’, 84’ Geisert 76’ | Marcatori | 39’ Braner |

| Arbitro: | Malka |

|                                |           |  |
| Moll 29’ Gerwien 57’ Ulsaß 82’ | Marcatori |  |

#### Girone di ritorno
| Arbitro: | Sturm |

|          |           |         |
| Gecks 6’ | Marcatori | 3’ Madl |

| Arbitro: | Regely |

|               |           |                               |
| Madl 31’, 73’ | Marcatori | 22’ (aut.) Marx 60’ Koslowski |

| Arbitro: | Seekamp |

|                                                                                       |           |  |
| Brunnenmeier 2’, 6’, 57’ (rig.), 77’, 85’ Zeiser 24’ Küppers 43’ Heiß 45’ Grosser 59’ | Marcatori |  |

| Arbitro: | Tremmel |

|  |           |                            |
|  | Marcatori | 30’ Schulz 84’ (aut.) Kahn |

| Arbitro: | Thier |

|                        |           |              |
| Madl 21’ Wild 62’, 73’ | Marcatori | 34’ Trimhold |

| Arbitro: | Heumann |

|          |           |                      |
| Weiß 84’ | Marcatori | 15’ Madl 55’ Geisert |

| Arbitro: | Seiler |

|          |           |            |
| Wild 89’ | Marcatori | 18’ Strehl |

| Arbitro: | Radermacher |

|                               |           |          |
| Marx 19’ (aut.) Giesemann 83’ | Marcatori | 42’ Madl |

| Arbitro: | Sturm |

|                       |           |                                            |
| Madl 3’ Kentschke 65’ | Marcatori | 10’ (rig.) Overath 66’, 68’ Weber 71’ Löhr |

| Arbitro: | Sparing |

|                                     |           |                 |
| Wosab 28’, 74’ Brungs 34’, 73’, 89’ | Marcatori | 21’ Cieslarczyk |

| Arbitro: | Schulenburg |

|                        |           |            |
| Jendrosch 20’ Madl 42’ | Marcatori | 48’ Heiden |

| Arbitro: | Spinnler |

|                                        |           |               |
| Hoff 8’, 25’ Bandura 28’ Mülhausen 54’ | Marcatori | 64’, 65’ Madl |

| Arbitro: | Baumgärtel |

|  |           |            |
|  | Marcatori | 77’ Schulz |

| Arbitro: | Malka |

|  |           |          |
|  | Marcatori | 20’ Wild |

| Arbitro: | Ott |

|                                                 |           |  |
| Wild 75’ (rig.) Cieslarczyk 82’ Witlatschil 84’ | Marcatori |  |

### Coppa di Germania
| Arbitro: | Hoffmann |

|                                              |           |  |
| Richter 11’ Neumann 56’ (rig.) Leydecker 65’ | Marcatori |  |

## Statistiche

### Statistiche di squadra
| Competizione      | Punti | In casa | In casa | In casa | In casa | In casa | In casa | In trasferta | In trasferta | In trasferta | In trasferta | In trasferta | In trasferta | Totale | Totale | Totale | Totale | Totale | Totale | DR  |
| Competizione      | Punti | G       | V       | N       | P       | Gf      | Gs      | G            | V            | N            | P            | Gf           | Gs           | G      | V      | N      | P      | Gf     | Gs     | DR  |
| ----------------- | ----- | ------- | ------- | ------- | ------- | ------- | ------- | ------------ | ------------ | ------------ | ------------ | ------------ | ------------ | ------ | ------ | ------ | ------ | ------ | ------ | --- |
| Bundesliga        | 24    | 15      | 6       | 4       | 5       | 28      | 24      | 15           | 3            | 2            | 10           | 19           | 38           | 30     | 9      | 6      | 15     | 47     | 62     | -15 |
| Coppa di Germania | -     | 0       | 0       | 0       | 0       | 0       | 0       | 1            | 0            | 0            | 1            | 0            | 3            | 1      | 0      | 0      | 1      | 0      | 3      | -3  |
| Totale            | 24    | 15      | 6       | 4       | 5       | 28      | 24      | 16           | 3            | 2            | 11           | 19           | 41           | 31     | 9      | 6      | 16     | 47     | 65     | -18 |

### Andamento in campionato
| Giornata  | 1 | 2 | 3  | 4  | 5 | 6 | 7  | 8 | 9  | 10 | 11 | 12 | 13 | 14 | 15 | 16 | 17 | 18 | 19 | 20 | 21 | 22 | 23 | 24 | 25 | 26 | 27 | 28 | 29 | 30 |
| --------- | - | - | -- | -- | - | - | -- | - | -- | -- | -- | -- | -- | -- | -- | -- | -- | -- | -- | -- | -- | -- | -- | -- | -- | -- | -- | -- | -- | -- |
| Luogo     | C | T | C  | T  | T | C | T  | C | T  | C  | T  | C  | T  | C  | T  | T  | C  | T  | C  | C  | T  | C  | T  | C  | T  | C  | T  | C  | T  | C  |
| Risultato | V | N | P  | P  | V | N | P  | N | P  | V  | P  | P  | P  | V  | P  | N  | N  | P  | P  | V  | V  | N  | P  | P  | P  | V  | P  | P  | V  | V  |
| Posizione | 4 | 3 | 12 | 14 | 6 | 9 | 11 | 9 | 12 | 10 | 12 | 13 | 15 | 15 | 15 | 15 | 14 | 16 | 16 | 16 | 14 | 14 | 14 | 15 | 16 | 16 | 16 | 16 | 15 | 15 |

Legenda:

Luogo: C = Casa; T = Trasferta. Risultato: V = Vittoria; N = Pareggio; P = Sconfitta.

### Statistiche dei giocatori
| Giocatore       | Bundesliga | Bundesliga | Bundesliga  | Bundesliga | Coppa di Germania | Coppa di Germania | Coppa di Germania | Coppa di Germania | Totale   | Totale | Totale      | Totale     |
| Giocatore       | Presenze   | Reti       | Ammonizioni | Espulsioni | Presenze          | Reti              | Ammonizioni       | Espulsioni        | Presenze | Reti   | Ammonizioni | Espulsioni |
| --------------- | ---------- | ---------- | ----------- | ---------- | ----------------- | ----------------- | ----------------- | ----------------- | -------- | ------ | ----------- | ---------- |
| H. Berking      | 17         | 1          | 0           | 0          | 0                 | 0                 | 0                 | 0                 | 17       | 1      | 0           | 0          |
| H. Cieslarczyk  | 18         | 8          | 0           | 0          | 1                 | 0                 | 0                 | 0                 | 19       | 8      | 0           | 0          |
| W. Dürrschnabel | 4          | 0          | 0           | 0          | 1                 | 0                 | 0                 | 0                 | 5        | 0      | 0           | 0          |
| O. Geisert      | 24         | 3          | 0           | 0          | 0                 | 0                 | 0                 | 0                 | 24       | 3      | 0           | 0          |
| U. Glaser       | 0          | 0          | 0           | 0          | 0                 | 0                 | 0                 | 0                 | 0        | 0      | 0           | 0          |
| K. Jendrosch    | 13         | 5          | 0           | 0          | 0                 | 0                 | 0                 | 0                 | 13       | 5      | 0           | 0          |
| R. Kahn         | 1          | 0          | 0           | 0          | 0                 | 0                 | 0                 | 0                 | 1        | 0      | 0           | 0          |
| G. Kentschke    | 3          | 1          | 0           | 0          | 0                 | 0                 | 0                 | 0                 | 3        | 1      | 0           | 0          |
| D. Klaußner     | 4          | 0          | 0           | 0          | 0                 | 0                 | 0                 | 0                 | 4        | 0      | 0           | 0          |
| P. Koßmann      | 26         | 0          | 0           | 0          | 1                 | 0                 | 0                 | 0                 | 27       | 0      | 0           | 0          |
| H. Lamparth     | 14         | 0          | 0           | 0          | 1                 | 0                 | 0                 | 0                 | 15       | 0      | 0           | 0          |
| H. Madl         | 18         | 12         | 0           | 0          | 1                 | 0                 | 0                 | 0                 | 19       | 12     | 0           | 0          |
| J. Marx         | 23         | 1          | 0           | 0          | 1                 | 0                 | 0                 | 0                 | 24       | 1      | 0           | 0          |
| E. Metzger      | 2          | 0          | 0           | 0          | 0                 | 0                 | 0                 | 0                 | 2        | 0      | 0           | 0          |
| M. Paul         | 18         | 0          | 0           | 0          | 0                 | 0                 | 0                 | 0                 | 18       | 0      | 0           | 0          |
| W. Rihm         | 10         | 0          | 0           | 0          | 1                 | 0                 | 0                 | 0                 | 11       | 0      | 0           | 0          |
| E. Röhrig       | 9          | 0          | 0           | 0          | 0                 | 0                 | 0                 | 0                 | 9        | 0      | 0           | 0          |
| H. Saida        | 29         | 0          | 0           | 0          | 0                 | 0                 | 0                 | 0                 | 29       | 0      | 0           | 0          |
| S. Stark        | 1          | 0          | 0           | 0          | 0                 | 0                 | 0                 | 0                 | 1        | 0      | 0           | 0          |
| H. Wild         | 24         | 11         | 0           | 0          | 1                 | 0                 | 0                 | 0                 | 25       | 11     | 0           | 0          |
| R. Wischnowsky  | 21         | 0          | 0           | 0          | 1                 | 0                 | 0                 | 0                 | 22       | 0      | 0           | 0          |
| G. Witlatschil  | 25         | 3          | 0           | 0          | 1                 | 0                 | 0                 | 0                 | 26       | 3      | 0           | 0          |
| E. Wolf         | 12         | 0          | 0           | 0          | 1                 | 0                 | 0                 | 0                 | 13       | 0      | 0           | 0          |
| K. Zaczyk       | 14         | 2          | 0           | 0          | 0                 | 0                 | 0                 | 0                 | 14       | 2      | 0           | 0          |